# Salm (rivier in Eifel)
De Salm is een linkerzijrivier van de Moezel in de Eifel. Zij ontspringt in de buurt van Gerolstein en mondt na 63 km bij Klüsserath uit in de Moezel.
De abdij van Himmerod in Grosslittgen ligt in het dal van de Salm.

De middenloop van de rivier vormde vroeger de grens tussen het gebied van het graafschap/hertogdom Luxemburg en het prinsbisdom Trier.

De benedenloop stroomt door de Mosel, het wijngebied van de Moezel.
- Virtual International Authority File: 240564746